# Ideal de belleza femenina
El ideal de belleza femenino es la noción socialmente construida que "el atractivo físico es una de las características más importantes de las mujeres, y algo que todas deben esforzarse por alcanzar y mantener". Los ideales de la belleza están arraigados en creencias heteronormativas, e influyen fuertemente a mujeres de todas las orientaciones sexuales. Estos ideales, los cuales incluyen a la forma corporal femenina, varían de cultura a cultura. La presión por conformar a una cierta definición de "lo hermoso" puede traer efectos psicológicos, como la depresión, los trastornos alimenticios, y la baja autoestima, empezando desde la adolescencia y continuando hacia la adultez.

## En los cuentos de hadas
El ideal de belleza femenino es mostrado en los cuentos de hadas de muchos niños. Era algo común en los cuentos de los hermanos Grimm que el atractivo físico de sus personajes femeninos fuese galardonado. En aquellos cuentos, "la belleza estaba usualmente asociada con ser blanca, económicamente privilegiada, y virtuosa."
Los cuentos de hadas de los hermanos Grimm solían involucrar a una heroína hermosa. En la historia de Blancanieves, la protagonista es descrita con "una piel tan blanca como la nieve, labios tan rojos como la sangre, y cabello tan negro como la madera de un ébano" y como siendo "bonita como la luz de día." Por contraste, el antagonista de los cuentos de los hermanos Grimm es frecuentemente descrito como viejo y sin atractivo físico, relacionando la belleza con la juventud y la bondad, y la fealdad con la vejez y el mal. En el fondo, esta correlación pone un énfasis en la virtud de ser hermoso, según la definición de los hermanos Grimm.
Empezando casi 100 años después que los hermanos Grimm escribieron sus cuentos de hadas, los Estudios de Animación de Walt Disney adaptaron estos cuentos a largometrajes animados. Aproximadamente el 40% de las películas de Disney hechas entre 1937 y 2000  "sólo mostraron los temas culturales dominantes." Debido a que la mayoría de personajes son blancos, "la expectativa es que todas las personas son o tendrían que ser así."  Otros rasgos comunes de los personajes femeninos de Disney son cuerpos delgados con proporciones corporales imposibles, cabello largo y fluido, y ojos grandes y redondos. El énfasis constante en la belleza femenina y qué constituye como "ser bella" contribuye al ideal de belleza femenino general. 

## En los medios de comunicación
Los medios de comunicación son una de las herramientas poderosas para las mujeres y chicas jóvenes para aprender y también entender los ideales de belleza femenina. Cuando los medios de comunicación se desarrollan, la manera en la que las personas ven los ideales de belleza femeninos cambia, al igual que cómo las mujeres se ven a ellas mismas. "La media de chicas adolescentes recibe aproximadamente 180 minutos de exposición a medios de comunicación diariamente y sólo aproximadamente 10 minutos de interacción parental al día," dice Renee Hobbs, doctorada en educación, profesora asociada de Comunicaciones en Temple University. En la mayoría de anuncios, los modelos femeninos son típicamente homogéneos en aspecto. "Las chicas hoy están siendo abrumadas por ideales [ultradelgados] no sólo en la forma de muñecas pero también en cómics, dibujos animados, televisión y anuncios junto con toda la comercialización asociada.: 290 " Además, el ideal de belleza femenino en los medios de comunicación es manipulado por la tecnología. Las imágenes de mujeres pueden ser virtualmente manipuladas creando un ideal que no es sólo poco común pero también inexistente. La Enciclopedia del Género en los Medios declara que "las técnicas de posproducción como la aerografía y modificaciones generadas a ordenador 'perfeccionan' el mito de la belleza mediante la eliminación de cualesquier defectos o imperfecciones visibles."  Anuncios para productos "como dietas, cosméticos, y equipos de ejercicio [ayudan] a los medios de comunicación a construir un mundo de ensueño con esperanzas y estándares altos donde se incorpora la glorificación de la esbeltez y la pérdida de peso."
Con un enfoque en un aspecto físico ideal, el ideal de belleza femenino distrae de la competencia femenina priorizando y valorando las características superficiales relacionadas con la belleza y el aspecto. Cuando la belleza física es idealizada y presentada en los medios de comunicación, reduce a las mujeres a ser objetos sexuales. Esto crea el mensaje a través de los medios que el cuerpo de uno es inadecuado aparte del atractivo sexual y conecta los conceptos de la belleza y el sexo.
Las celebridades logran la perfección a través de imágenes retocadas con Photoshop que ocultan todas las imperfecciones o defectos, al tiempo que editan partes del cuerpo para crear el tipo de cuerpo de reloj de arena "ideal". El Informe de belleza y confianza de Dove entrevistó a 10 500 mujeres en trece países y descubrió que la confianza de las mujeres en su imagen corporal está disminuyendo sostenidamente, independientemente de su edad o ubicación geográfica. A pesar de estos hallazgos, existe un fuerte deseo de luchar contra los ideales de belleza existentes. De hecho, el 71 % de las mujeres y el 67 % de las niñas quieren que los medios hagan un mejor trabajo al retratar a los diferentes tipos de mujeres. Los estudios realizados por Dove revelan que la baja autoestima afecta la capacidad de las mujeres y las niñas para liberar su verdadero potencial. El 85 % de las mujeres y el 79 % de las niñas admiten que optan por no participar en actividades importantes en sus vidas cuando se sienten inseguras sobre su aspecto. Más de la mitad de las mujeres (69 %) y las niñas (65 %) aluden a la presión de los medios y los anuncios a convertirse en la versión mundial de la belleza, que es una fuerza impulsora de la ansiedad sobre la apariencia. Los estudios realizados por Dove también han revelado las siguientes estadísticas: "el 4 % de las mujeres se consideran bellas, 11 % de las niñas en todo el mundo se sienten cómodas describiéndose a sí mismas como bellas, 72 % de las niñas sienten la presión de ser bellas, 80 % de las mujeres están de acuerdo en que cada mujer tiene algo sobre ella que es hermoso, pero que no ven su propia belleza, y que el 54 % de las mujeres están de acuerdo en que, en lo que respecta a su aspecto, "son su peor crítica de belleza ".
Un espacio en línea como Instagram que está basado en las interacciones a través de fotos crea un enfoque en la apariencia física de uno mismo. De acuerdo con la evidencia recogida de un estudio el cual se enfocaba en el uso general de Instagram por mujeres jóvenes, los investigadores sugieren que el uso de la app se relacionaba positivamente con la auto-objetivación de ellas mismas. Este mismo estudio también consideró el efecto de Instagram sobre la asimilación de los ideales occidentales de belleza femenina, y la evidencia recogida en el estudio está de acuerdo con la idea que el uso de Instagram fomenta a las mujeres a internalizarlos. Debido a que los usuarios tienen la oportunidad de formar y editar sus fotos antes de compartirlas, pueden forzarlas a adherirse al ideal de belleza. Viendo estas imágenes atentamente seleccionadas muestra la medida en que las mujeres internalizan el ideal de belleza occidental. Además de investigar los efectos del uso de Instagram en general, el estudio también investigó los efectos de páginas en dicha app de "fitspiration" en la imagen corporal de las mujeres jóvenes. Estas páginas tienen el fin de motivar al espectador a través de imágenes de la alimentación saludable y el ejercicio. A pesar de que estas páginas aspiran a ser una manera positiva de promover un estilo de vida saludable, también se fijan mucho en la apariencia y contienen imágenes de mujeres bronceadas y delgadas. De acuerdo con el estudio, hay una correlación positiva con las páginas de "fitspiration" y una imagen corporal negativa.
Un estudio de caso conducido acerca del uso de Instagram y el ideal de belleza femenino en Occidente se centró en la cuenta específica @effyourbeautystandards, una página de Instagram sobre positivismo corporal creada por la modelo feminista de talla grande Tessa Holliday.  A través de su página, Holliday instruyó a las mujeres a compartir una foto de ellas mismas en Instagram con el hashtag #effyourbeautystandards. Las imágenes publicadas con este hashtag serían seleccionadas por los administradores de la cuenta y publicadas en la página de Tessa. La evidencia recogida en este estudio de caso sugirió que mientras estas fotos seleccionadas intentan tomar un enfoque interseccional al contenido que las mujeres ven en las redes sociales, todavía puede que tengan un efecto en cómo las mujeres ven sus cuerpos.

## Efectos psicológicos
Los ideales de belleza femeninos han mostrado correlaciones con varios trastornos psicológicos, incluyendo baja autoestima y trastornos alimenticios. Los estándares de belleza y atractivo de Occidente promueven ideales corporales malsanos e inalcanzables que motivan a las mujeres a buscar la perfección. Desde el año 1972, ha habido un incremento dramático en el porcentaje de mujeres estadounidenses las cuales experimentan insatisfacción con sus cuerpos. La investigación indica que la exposición de mujeres a la televisión, incluso por un corto período de tiempo, puede causar un decrecimiento en el ánimo y la autoestima. Se ha encontrado consecuentemente que la apariencia percibida es el vaticinador de la autoestima global entre adultos jóvenes. Conciencia sobre la figura femenina ideal es enlazada a una creciente negatividad en la autoestima. A través de la interacción entre individuos iguales y un ambiente de comparación continua a aquellos mostrados en las redes sociales, las mujeres a menudo se sienten inadecuadas, y en consecuencia su autoestima puede decrecer de su imagen corporal negativa. Dicha imagen negativa puede resultar en consecuencias psicosociales adversas, incluyendo la depresión, baja autoestima y calidad de vida disminuida.
Hay una presión significante para que las mujeres conformen a ideales de belleza femeninos, y, ya que la delgadez es preciada como femenina, muchas mujeres se sienten insatisfechas con su forma corporal. La insatisfacción corporal ha sido encontrada como un precursor a problemas psicológicos serios como la depresión, la ansiedad social y los trastornos alimenticios. El ideal de belleza femenino ha influenciado a las mujeres, particularmente mujeres más jóvenes, a participar en medidas extremas. Algunas de estas incluyen limitar su consumo alimenticio, y participar en actividad física excesiva para intentar obtener lo que es considerado los "estándares de belleza ideales". Un aspecto del ideal de belleza femenino incluye el tener una cintura delgada, cosa que está causando que las mujeres participen en estos comportamientos alarmantes. Cuando se intentan alcanzar estos estándares imposibles, estas prácticas peligrosas se ponen en su lugar. Estas prácticas pueden conducir eventualmente a la mujer desarrollando trastornos alimenticios como la anorexia y bulimia. Como el lograr alcanzar el "ideal de belleza" se convierte en un fenómeno más popular, estos trastornos se vuelven más frecuentes, especialmente en mujeres jóvenes. Los investigadores han encontrado que los anuncios en revistas promoviendo dietas y delgadez son más predominantes en revistas de mujeres que las de hombres, y que los personajes de televisión femeninos tienen más probabilidades de ser delgados que los personajes masculinos.  Los trastornos alimenticios provienen de dismorfia corporal individual (una preocupación excesiva con defectos percibidos en la apariencia). Los investigadores sugieren que este comportamiento se correlaciona fuertemente con la presión social de las mujeres por estar a la altura de los estándares de belleza puestos en pie por una sociedad obsesionada con ser delgada. Investigaciones hechas han dado a ver que la gente ha asociado subconscientemente a los cuerpos de tamaños más pesados con rasgos de la personalidad negativos como la pereza y falta de autocontrol. Fat-body prejudice appears as young as early childhood and continues into adult years. El prejuicio de cuerpos gordos aparece en una edad tan joven como la niñez temprana y continúa en la edad adulta. El problema de la imagen corporal negativa empeora cuando las mujeres llegan a la pubertad: las niñas en la adolescencia frecuentemente informan estar insatisfechas con su peso y temen aumentos de peso futuros. De acuerdo con la Asociación Nacional de Anorexia Nervosa y Trastornos Asociados (ANAD, según sus siglas en inglés), la edad del inicio de trastornos alimenticios se está haciendo cada vez más joven. Las niñas tan jóvenes como edades de la escuela primaria presentan insatisfacción corporal y el uso de dietas para parecerse a modelos de revistas.

## A través de culturas
Ha habido muchas ideas a través del tiempo y en diferentes culturas sobre qué es el ideal de belleza femenino para la imagen corporal de una mujer. Cuan de bien una mujer sigue estos ideales de belleza también puede influenciar su estatus social dentro de su cultura. Alterando físicamente el cuerpo ha sido una costumbre en varias áreas del mundo por mucho tiempo. Por ejemplo, decorando el cuerpo con tatuajes es un símbolo de atractivo y estatus en la cultura japonesa. El arte del irezumi, o cubrir la espalda de una mujer con tatuajes, todavía se practica hoy en día en Japón. En Myanmar, las niñas padaung desde la edad de alrededor de cinco años, se les colocan unos anillos metálicos alrededor de sus cuellos. Anillos adicionales se añaden al cuello de la niña cada dos años. Esta práctica se realiza para obtener un efecto parecido al de una jirafa en las mujeres. Se está extinguiendo, pero estas mujeres eventualmente llevarían 24 anillos alrededor de sus cuellos. Un cuello con varios anillos era considerado la imagen "ideal" de belleza física en esta cultura. En Europa, el corsé se ha usado a lo largo del tiempo para crear una cintura pequeña. En Europa, esto era considerado "ideal" para la belleza. Una práctica china involucraba el vendaje de los pies de una niña a los seis años para crear la imagen "ideal" de los pies. Estos se vieron obligados a convertirse en un tercio del tamaño original, lo cual inmovilizaba a la mujer, pero también le otorgaba un estatus social muy alto y era muy admirada. Después de la revolución de 1911, esta práctica se acabó. La idea de lo que es considerado el "ideal" de belleza para las mujeres varía según los diferentes ideales y prácticas culturales.
Ha habido múltiples "ideales para las mujeres" en Francia al igual que en otras culturas diferentes. Un ideal más común es que las mujeres tengan "tres cosas blancas". Estas "cosas" o rasgos hacen referencia a la piel, los dientes, y las manos. También están las "tres cosas negras" que incluyen el color de las cejas de la persona y las pestañas. Esto deja tres otras áreas para embarcar en color incluyendo los mejillas, labios y uñas.

## Perspectivas evolutivas
Las ideas de la belleza femenina pueden tener origen en características que tienen correlación con la fertilidad y la salud. Estas características incluye una figura donde hay más distribución de la grasa corporal en las caderas y muslos, y varía entre diferentes culturas. Dentro de las culturas occidentales, el tener una cadera más pequeña y caderas más grandes tiene una gran influencia. Esto difiere en culturas orientales.

## Galería

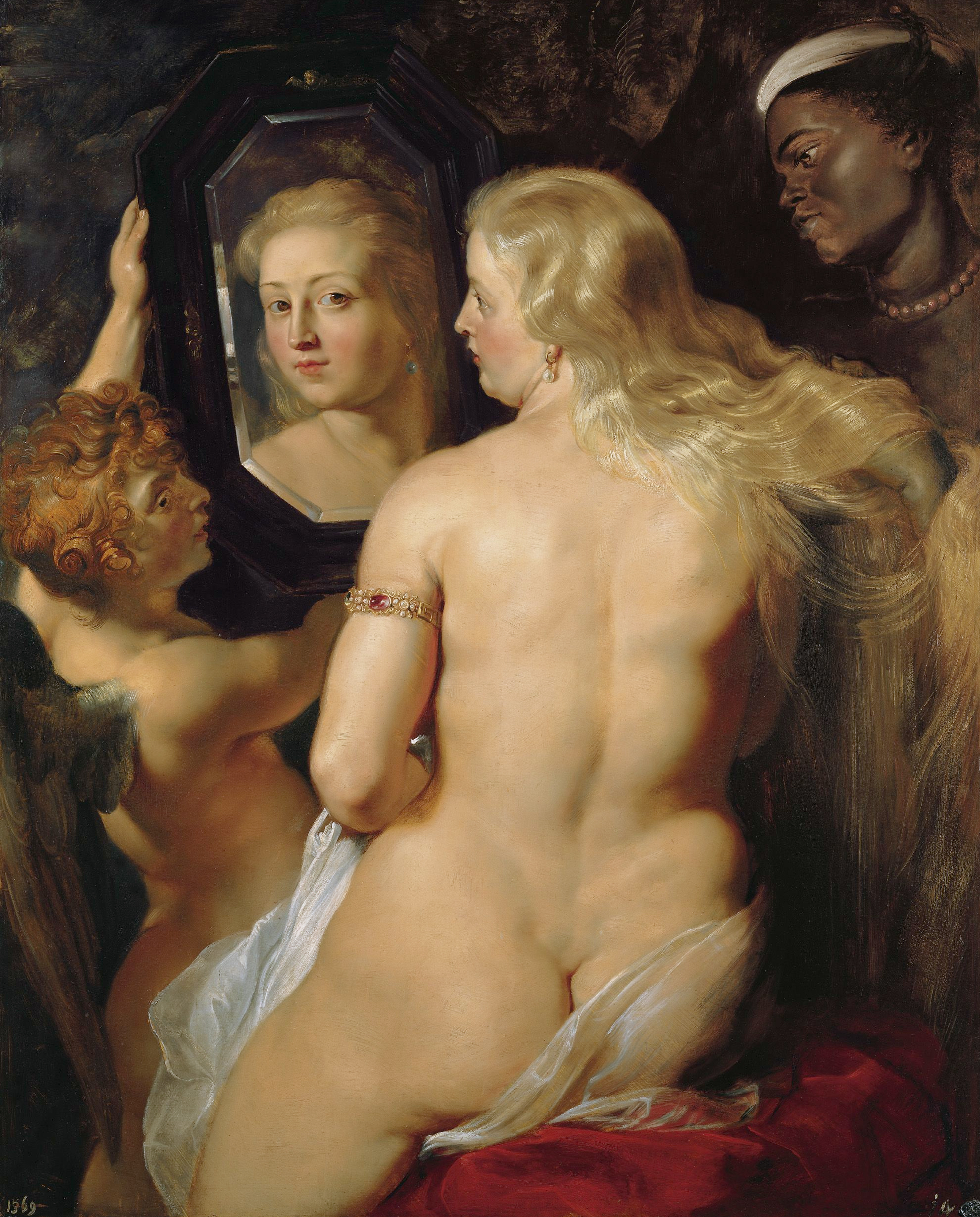
Venus del espejo, Peter Paul Rubens, 1615. En el siglo XVII los cuerpos más gordos eran idealizados.
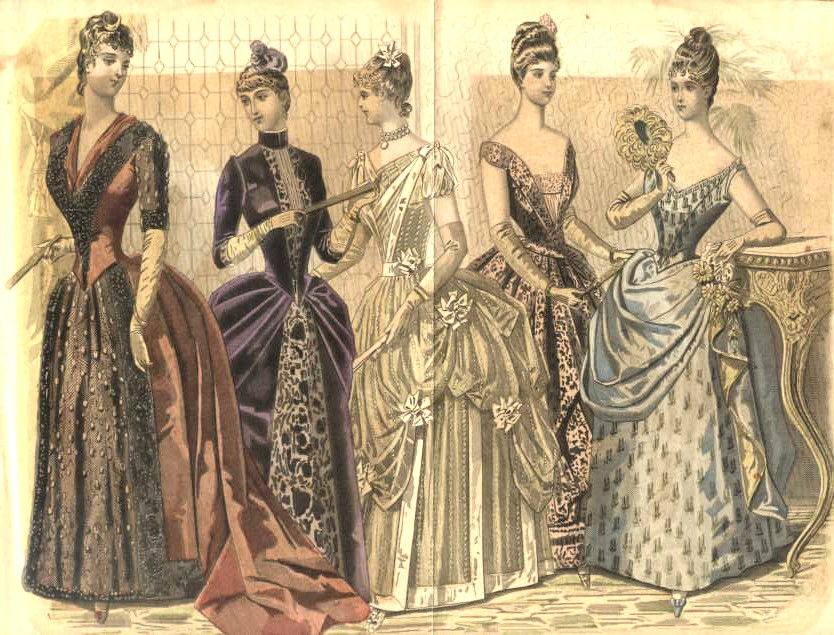
Las mujeres victorianas estaban altamente preocupadas por su cuerpo. Vestían corsés para reducir sus cinturas, y polisones que agrandaban sus nalgas.
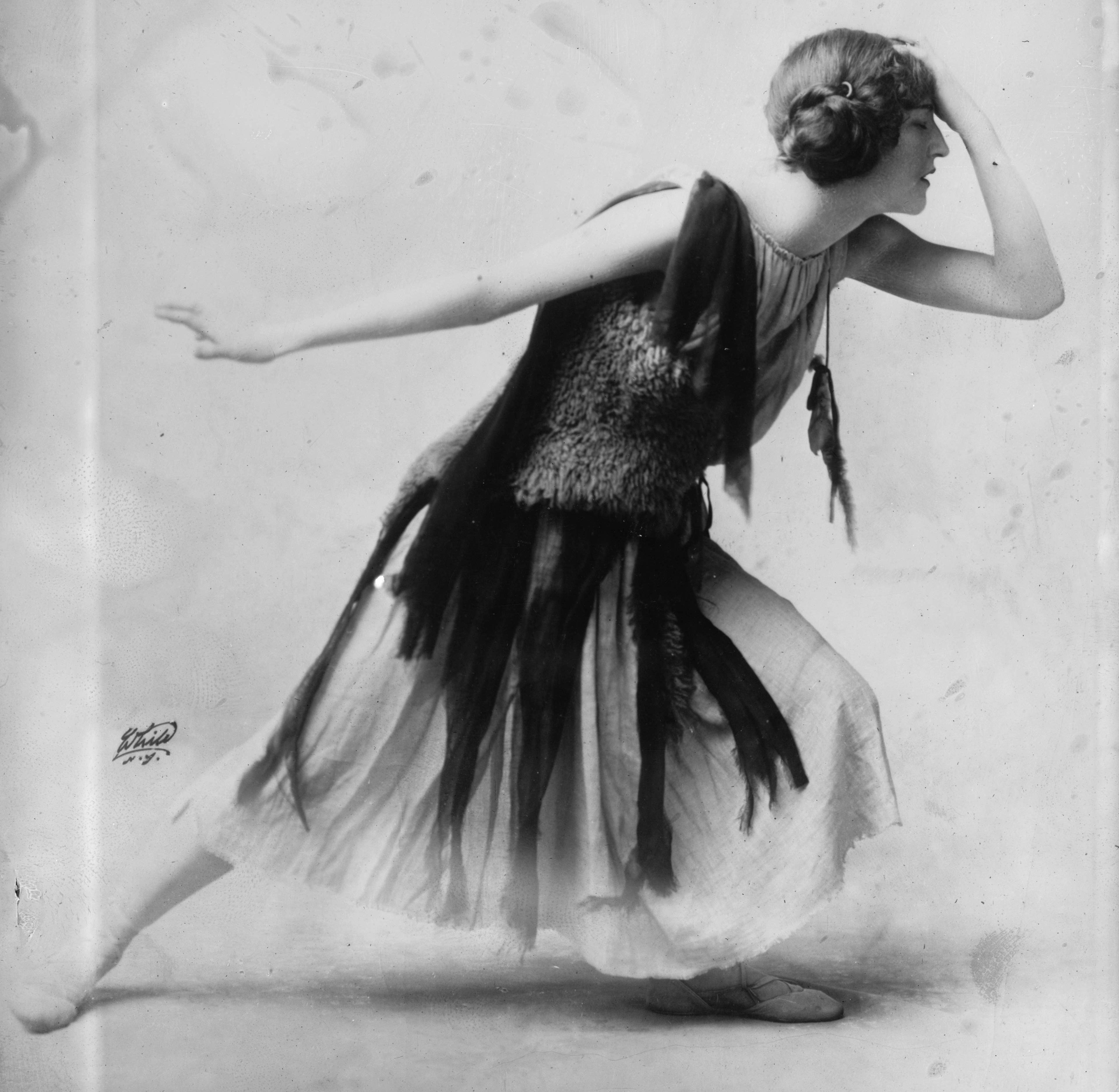
Durante los años 20, las mujeres aspiraban a ocultar sus curvas, estilizaban sus cabellos con peinados Bob y usaban maquillaje atrevido.[32] El ideal femenino ya no era "frágil y enfermiza" como en la era victoriana, entonces las mujeres bailaban y hacían deporte.
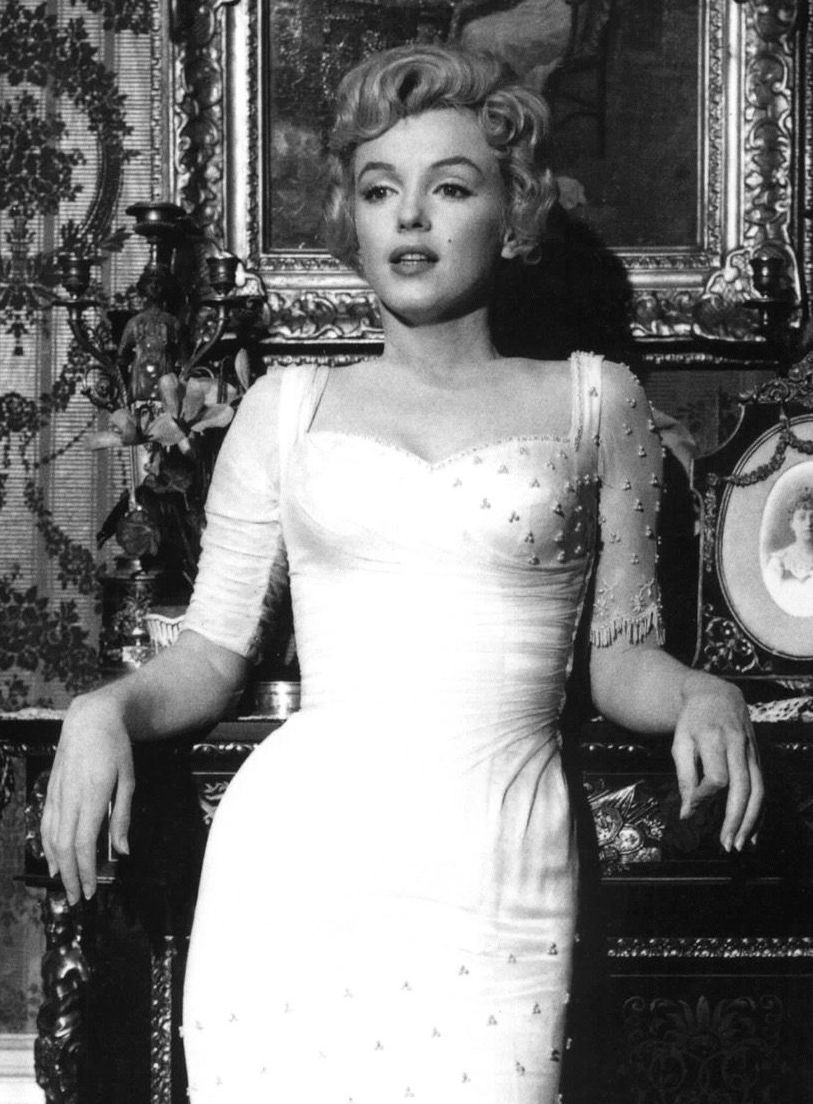
La actriz Marilyn Monroe era percibida como el epítome de la belleza en los años 50.[33] Su imagen ha sido usada para popularizar la figura del reloj de arena.
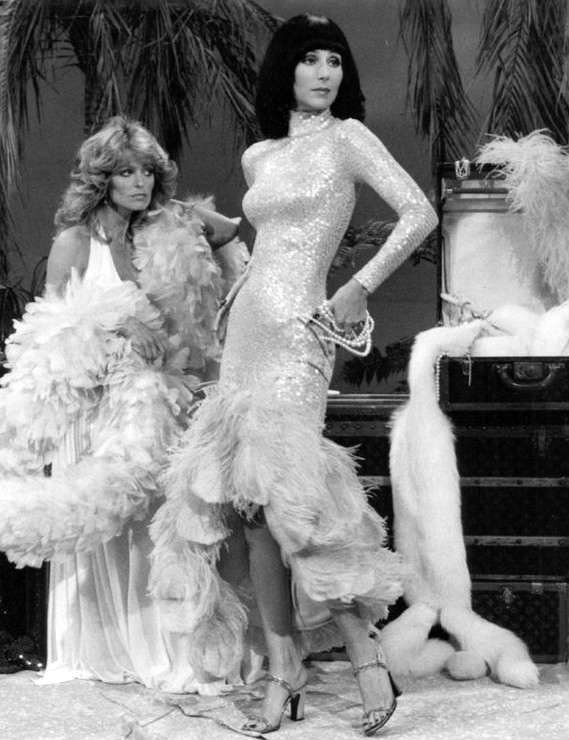
Farrah Fawcett y Cher en 1976. Desde los años 60 hasta los 80, las mujeres aspiraban a verse delgadas. La piel bronceada también se hizo popular.
Varias sex symbols argentinas de los años 1980: (de izq. a der.) Adriana Brodsky, Adriana Salgueiro, Mónica Gonzaga, Susana Romero y Beatriz Salomón. El ideal de belleza de los ochentas todavía era la delgadez, pero un cuerpo tonificado sin ser muy muscular, por tanto el aeróbic se hizo popular. Un epítome ochentero fue la moda exagerada.[32]